# Orchestina clavulata
Espèce
Synonymes
- Speocera rjacksoni Barrion, Barrion-Dupo & Heong, 2013

Orchestina clavulata est une espèce d'araignées aranéomorphes de la famille des Oonopidae.

## Distribution
Cette espèce est endémique de Chine. Elle se rencontre à Hainan et au Yunnan.

## Description
Le mâle holotype mesure 0,92 mm et la femelle paratype 1,24 mm.

## Systématique et taxinomie
Cette espèce a été décrite par Tong et Li en 2011.
Speocera rjacksoni a été placée en synonymie par Lin, Wu, Cai, Li, Barrion et Heong en 2023.

## Publication originale
- Tong & Li, 2011 : « Six new Orchestina species from Hainan Island, China (Araneae, Oonopidae). » Zootaxa, no 3061, p. 36-52.